# Dendromus mesomelas
Dendromus mesomelas är en däggdjursart som först beskrevs av Brants 1827.  Dendromus mesomelas ingår i släktet Dendromus och familjen Nesomyidae. IUCN kategoriserar arten globalt som livskraftig. Inga underarter finns listade i Catalogue of Life.
Denna gnagare förekommer med flera från varandra skilda populationer i södra Afrika från Tanzania till Sydafrika. Arten vistas i låglandet och i låga bergstrakter. Dendromus mesomelas har områden med träd och gräsmarker som habitat.
Arten når en kroppslängd (huvud och bål) av 6,5 till 8,5 cm, en svanslängd av 9,1 till 11,5 cm och en vikt av 9 till 14,5 g. Den har 1,8 till 2,2 cm långa bakfötter och 1,2 till 2,1 cm stora öron. På ovansidan förekommer spräcklig rödbrun päls och i södra delen av utbredningsområdet är den röda andelen ljus (rosa). Pälsens spräckliga utseende skapas av glest fördelade hår med svarta spetsar. En svart strimma sträcker sig längs ryggens topp från axlarna till svansen men den kan vara otydlig. Undersidan och fötterna är täckta av vitaktig päls. Svansen är likaså rödbrun med en ljusare undersida.
Individerna är aktiva på natten och de klättrar i undervegetationen. De äter gräsfrön, gröna växtdelar och ryggradslösa djur. Fortplantningen sker under årets varma månader och per kull föds 2 till 6 ungar.